# John Butterfill
John Valentine Butterfill, född 14 februari 1941 i Kingston upon Thames i London, död 7 november 2021, var en brittisk konservativ politiker. Han var parlamentsledamot för valkretsen Bournemouth West från 1983 till 2010. Han adlades 2003 för "services to Parliament".